# Viburnum acerifolium
Viburnum acerifolium är en desmeknoppsväxtart som beskrevs av Carl von Linné. Viburnum acerifolium ingår i släktet olvonsläktet, och familjen desmeknoppsväxter. Inga underarter finns listade i Catalogue of Life.